# Zionskirche (Dresden, 1982)
Die evangelisch-lutherische Zionskirche in der Südvorstadt in Dresden ist eine von zwei Zionskirchen in der sächsischen Landeshauptstadt. Ihr Vorgängerbau war der im Zweiten Weltkrieg ausgebrannte und zu großen Teilen eingestürzte Zionskirchbau von 1912, die heute als Lapidarium genutzte „Zionskirchruine“. Das Kirchengebäude in der Bayreuther Straße 28 wurde 1981/82 errichtet und 1982 geweiht.

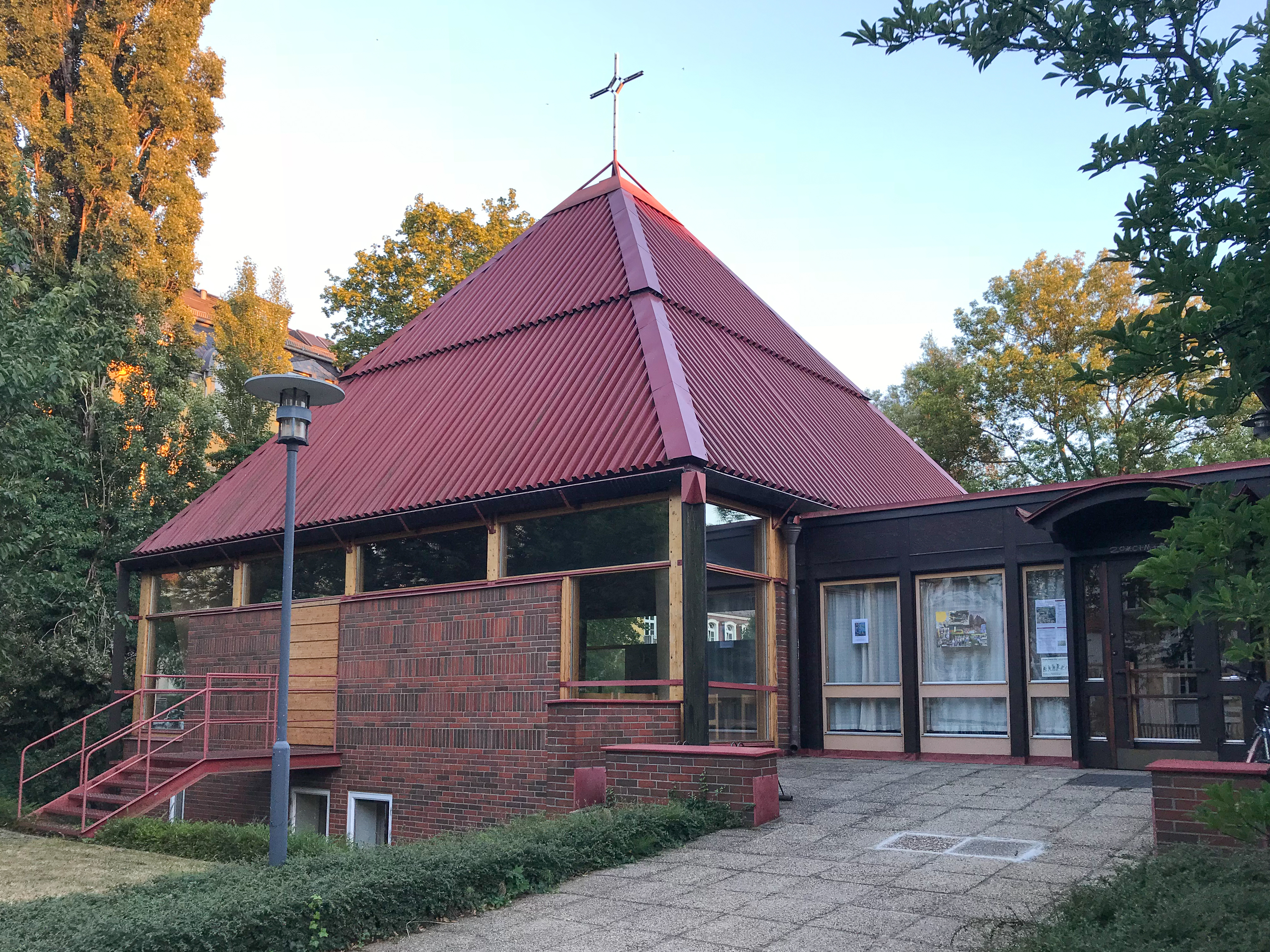
Fassade der Zionskirche zur Straße

Schwesterkirchgemeinden der Zionskirchgemeinde sind die Paul-Gerhardt-Kirchgemeinde Coschütz-Gittersee, die Auferstehungskirchgemeinde Dresden-Plauen und die Annen-Matthäus-Kirchgemeinde Dresden. Ein Partnerverhältnis besteht zur schwedischen Kirchgemeinde Kullavik. Die Zionskirche ist zudem Stammkirche der Evangelischen Studierendengemeinde Dresden.

## Baubeschreibung
Die hölzerne Kirche steht auf einer Grundfläche von 12 Meter × 12 Meter und misst an ihrer höchsten Stelle 10 Meter. Auf der Spitze des Zeltdachs steht ein Kreuz aus Edelstahl, dessen vier Arme an den Ecken einer rechtwinkligen Raute (Quadrat) verbunden sind. Durch einen gemeinsamen Vorraum ist der Kirchsaal mit dem länglichen Gemeindehaus verbunden. Beide Gebäude stehen auf einem gemauerten Keller und haben verklinkerte Wände.
Im Kirchsaal finden 120 Personen Platz, das ist etwa ein Neuntel des Fassungsvermögens der alten Zionskirche. Im Gemeindesaal finden 100 Personen Platz. Das Kirchengestühl besteht anstelle fest verbauter Kirchenbänke aus frei beweglichen Stühlen, sodass der Saal weitere Nutzungsmöglichkeiten erhält. Im Gottesdienst wird das Gestühl so gestellt, dass es mit im Mittelpunkt stehendem Altar und dem Lesepult und Gestühl einen (mehrreihigen) Viertelkreis bildet. Links neben dem Altar befindet sich das Kruzifix vor gestirntem Himmel, eine Leihgabe des Landesamts für Denkmalpflege, die Fritz Löffler 1983 für seine Kirchgemeinde an seiner früheren Wirkungsstätte heraussuchte. Seine Herkunft ist unbekannt, eventuell wurde es in Schlesien oder den Sudeten im ausgehenden 15. Jahrhundert geschnitzt. Zur musikalischen Begleitung steht an einer Kirchwand eine kleine Sauer-Orgel.

## Geschichte

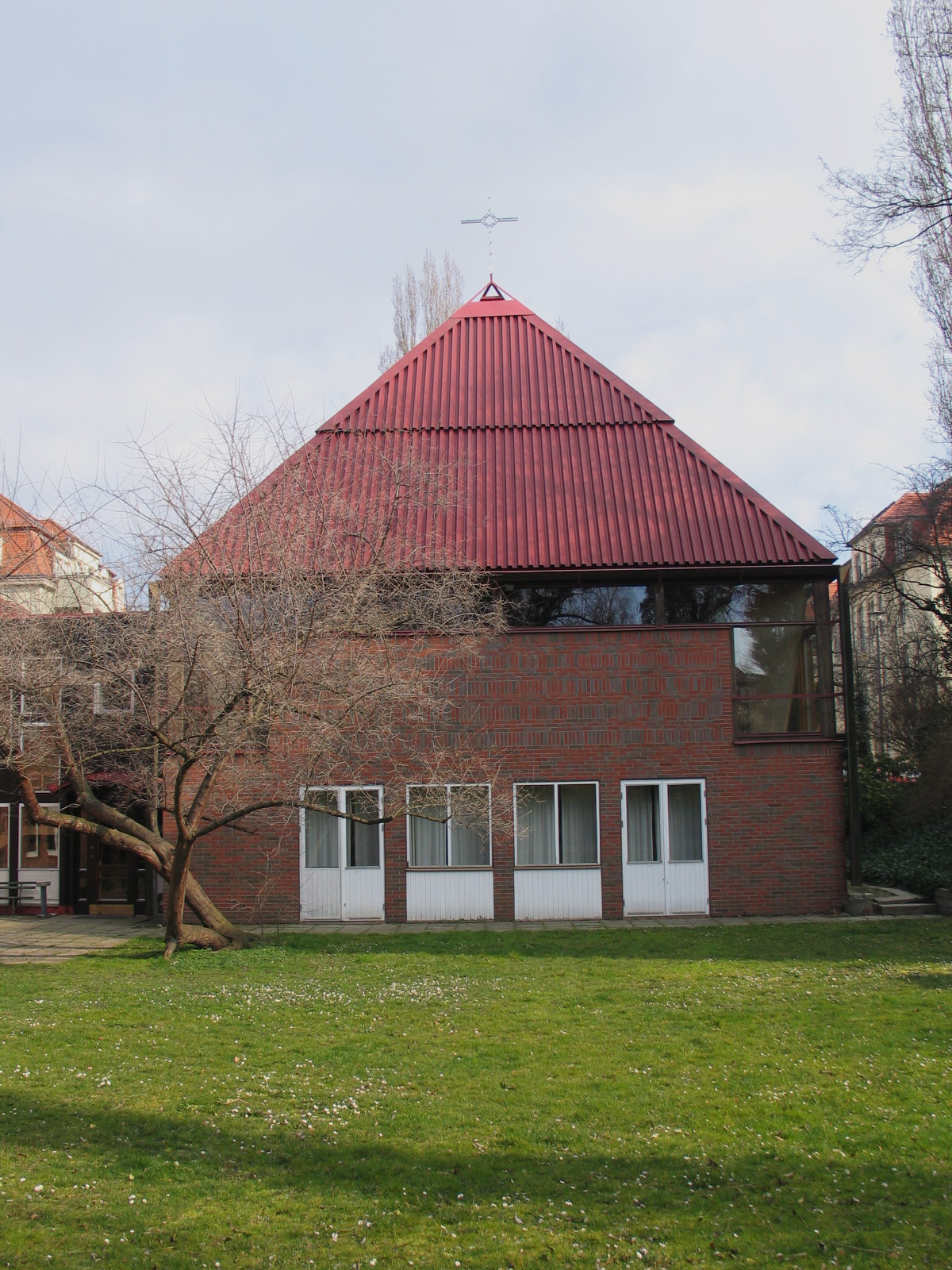
Gartenseite der Zionskirche

Aus dem testamentarisch der Stadt Dresden überlassenen Vermögen des 1896 verstorbenen Maschinenbaufabrikanten Johannes Hampel sollte binnen fünf Jahren nach seinem Tod in der Südvorstadt eine Kirche errichtet werden. Fristgerecht fand 1901 an der Nürnberger Straße die Grundsteinlegung statt, bei der die Kirche den Namen Zionskirche erhielt. Die eigentlichen Arbeiten begannen im Juli 1908, sodass die Weihe der Zionskirche nach vier Jahren Bauzeit am 29. September 1912 erfolgte. Als einer der jüngeren Sakralbauten in Dresden brannte sie bei den Luftangriffen im Februar 1945 völlig aus. Nach dem Kriegsende wurde die geschrumpfte Gemeinde der Auferstehungskirchgemeinde angegliedert und hörte zunächst auf zu existieren. Grundstück und Ruine wurden größtenteils der Stadt Dresden zur Nutzung überlassen, das Geläut aus Stahlglocken, das die Angriffe überstanden hatte, wurde geborgen und ebenfalls der Auferstehungskirche übergeben, deren bronzenes Geläut als „Metallspende“ im Zweiten Weltkrieg abgegeben werden musste. Im Hof neben der rund 800 Meter nordwestlich vom Hochschulcampus befindlichen Ruine bauten Mitglieder der Evangelischen Studentengemeinde 1949 eine Baracke auf, die eine schwedische Hilfswerksspende war. Diese Baracke wurde ab 1956 gemeinschaftlich von der Studenten- und der in diesem Jahr wieder gebildeten Zionsgemeinde genutzt.
1965 versprach der Lutherische Weltbund dem sächsischen Landesbischof Gottfried Noth zum 60. Geburtstag, dass an einem frei wählbaren Standort eine Kirche errichtet werde. Die Bauausführung würde durch die Schwedische Kirche erfolgen, deren Heimatland im Kalten Krieg eine neutrale Position einnahm. Aufgrund staatlicher Interventionen konnte in den folgenden Jahren keiner der mehr als ein Dutzend vorgeschlagenen Standorte dafür genutzt werden. Nach Noths Tod 1971 wurde das Projekt bei der Landeskirche zu den Akten gelegt. Eine Änderung brachte 1978 ein Wandel der Kirchenpolitik der SED, als beim Bestreben nach internationaler Anerkennung der DDR auch die Kirche ihren Teil beitragen sollte. In einem Gespräch vereinbarten der Staatsratsvorsitzende Erich Honecker und der Vorstand des Kirchenbundes am 6. März 1978 ein Sonderbauprogramm, das Kirchenneubauten erleichterte. Im Tausch gegen die Zionskirchruine erhielt die Zionsgemeinde von der Stadt Dresden das gut 1⁄2 Kilometer davon entfernte Grundstück an der Bayreuther Straße für einen Neubau. Eine Geländevertiefung machte Umplanungen durch den Stockholmer Architekten Rolf Bergk notwendig, denn der 1965 geplante Bau war für ein ebenes Grundstück vorgesehen. Das Projektmanagement entsandte den Bauingenieur Erik Granbom aus Kullavik als Bauleiter nach Dresden, auf deutscher Seite trug Eberhard Burger als Kirchenbaurat beim Landeskirchenamt Sachsen die Verantwortung.
Innerhalb von 18 Monaten wurden die Kirche und das daran anschließende Gemeindehaus unter Granboms Leitung durch schwedische Leitmonteure, Mitarbeiter des Dresdner kirchlichen Bauhofes sowie Mitglieder der Zionskirch- und der evangelischen Studentengemeinde (in deren Freizeit) erbaut: Im Frühjahr 1981 entstand zuerst der aus Ziegelsteinen gemauerte Keller, auf den die hölzerne Kirche aufgesetzt wurde. Nach der Grundsteinlegung am 5. Juni 1981 konnte pünktlich am 28. August 1981 das Richtfest der Kirche unter der Beteiligung ausländischer Kirchenvertreter im Rahmen einer Tagung des Zentralkomitees des Ökumenischen Rates der Kirchen in Dresden gefeiert werden. Ein zu kurzer Leimbinder des Gemeindehauses, der auf den Keller aufgesetzt werden sollte, stellte für Bauleiter Granbom nur kurzzeitig ein Problem dar. Der schwedische Hersteller hatte noch einen passenden Binder auf Lager, der auf einen noch am gleichen Tag nach Stockholm gehenden Transport verladen werden konnte. Durch weitere Kontakte Granboms kam der Binder auf einen am nächsten Tag in Richtung DDR abfahrenden Lastzug der Deutrans und schließlich am dritten Tag in Dresden an. Zum Winterbeginn waren die Außenarbeiten abgeschlossen, sodass der Innenausbau zügig angegangen werden konnte. Vier aus der alten Zionskirchruine geborgene Sandsteinreliefplatten wurden in den Neubau integriert.
Am Reformationstag (31. Oktober) des Jahres 1982 gab es einen Abschiedsgottesdienst mit Superintendent Christof Ziemer in der Baracke an der alten Zionskirche. Anschließend begab sich die Gemeinde mit Altarkreuz, Tauf- und Abendmahlsgeräten, Bibel und Lektionar gemeinsam zu Fuß zur neuen Zionskirche, wo sie vom Strehlener Posaunenchor begrüßt wurde. Bauleiter Erik Granbom übergab den Schlüssel an den schwedischen Bischof Helge Brattgård, der ihn an den sächsischen Landesbischof Johannes Hempel übergab. Jener übergab den Schlüssel an Pfarrer Michael Kanig. Nach dem anschließenden Weihegottesdienst in der Kirche übergab Erzpriester Gladyschtschuk von der Russisch-Orthodoxen Kirche einen vergoldeten Messing-Kommunionkelch.
Die Zionskirchgemeinde und die Heimatgemeinde des Baumeisters Granbom in Kullavik unterhalten eine beständige Freundschaft, die durch gegenseitige Besuche gefestigt wird. Als dem ursprünglichen Holzkreuz auf der Kirche die Witterung stark zugesetzt hatte, startete das Ehepaar Ingrid und Erik Granbom eine Initiative, um es zum zehnten Jubiläum der Kirche durch ein witterungsbeständiges Kreuz aus Edelstahl ersetzen zu können.

## Geistliche
- 1964–2001: Michael Kanig (ab 31. Oktober 1982 in der neu errichteten Zionskirche)
- 2002–2005: Matthias Werner
- 2005–2010: Uwe Kranz
- 2010–2020: Harald Rabe
- seit Juli 2022: Beatrice Rummel[4]